# Presidente (árbol)

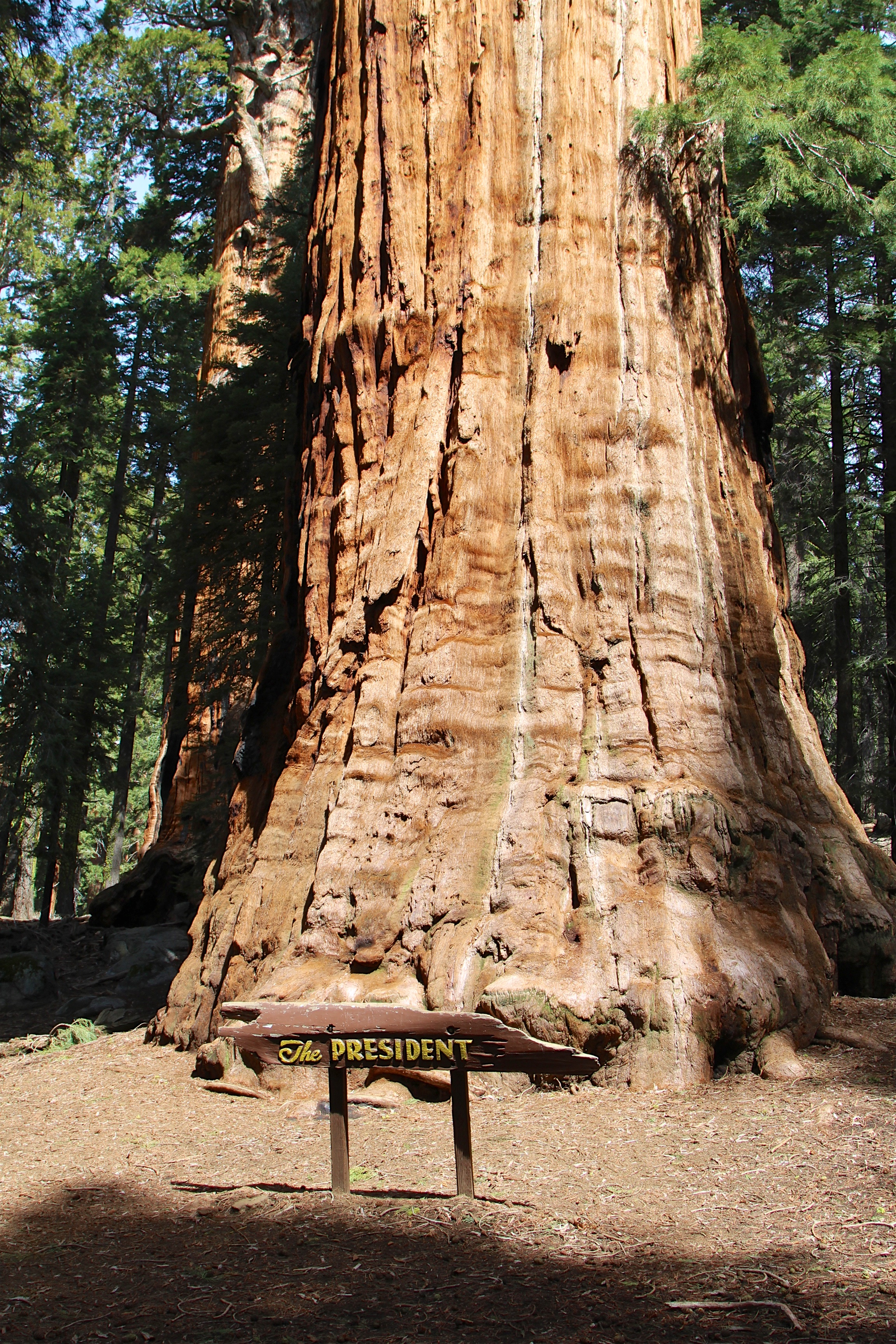
El árbol Presidente

Presidente es una secuoya gigante ubicada en el Bosque Gigante del parque nacional de las Secuoyas en los Estados Unidos, al este de Visalia, California. 
Mide aproximadamente 247 pies (75,3 m) de altura y 27 pies (8,2 m) de diámetro en la base. 
Se trata del tercer árbol más grande del mundo, medido por el volumen del tronco, y la secuoya viva más antigua conocida, con unos 3.200 años de edad. A partir de 2012, el volumen de su maletero mide unos 45 000 pies cúbicos (1274,26 m³) con  9000 pies cúbicos (254,85 m³) de ramas.
El árbol lleva el nombre del presidente Warren G. Harding en 1923. Los árboles cercanos incluyen Chief Sequoyah, la secuoya gigante número 27 más grande del mundo, y el Grupo del Congreso, dos densos grupos de secuoyas de tamaño mediano que representan la "Casa" y el "Senado".

## Descripción
El Presidente presenta una corona densa con enormes ramas que se extienden hacia arriba y hacia afuera. Una rama blanca especialmente prominente es visible en el lado occidental de la copa superior del árbol. Una cicatriz de quemadura larga y estrecha está presente en el lado norte de su tronco.

## Dimensiones
|                                                | Metros  | Pies     |
| Altura sobre la base                           | 75.3    | 247.0    |
| Circunferencia en el suelo                     | 28.4    | 93.0     |
| Diámetro 1.5 m sobre la base                   | 7.1     | 23.1     |
| Diámetro 18 m (60') sobre la base Hu3          | 5.2     | 16.9     |
| Diámetro 55 m (180') sobre la base             | 3.55    | 11.6     |
| Diámetro de la rama más grande                 | 2.43    | 8.0      |
| Altura de la primera rama grande sobre la base | 37.1    | 122.0    |
| Volumen del cilindro estimado (m 3 .ft 3 )     | 1,278.0 | 45,148.0 |
| Volumen estimado en ramales (m 3 .ft 3 )       | 254.9   | 9,000.0  |